# Góry Mikuni
Góry Mikuni (jap. 三国山脈 Mikuni-sanmyaku) – pasmo gór, które znajduje się na północny wschód od Alp Japońskich, a na południe od gór Ōu, w centrum wyspy Honsiu (Honshū) na granicy prefektur Gunma i Niigata. W szerszym ujęciu zaliczane do gór Echigo.

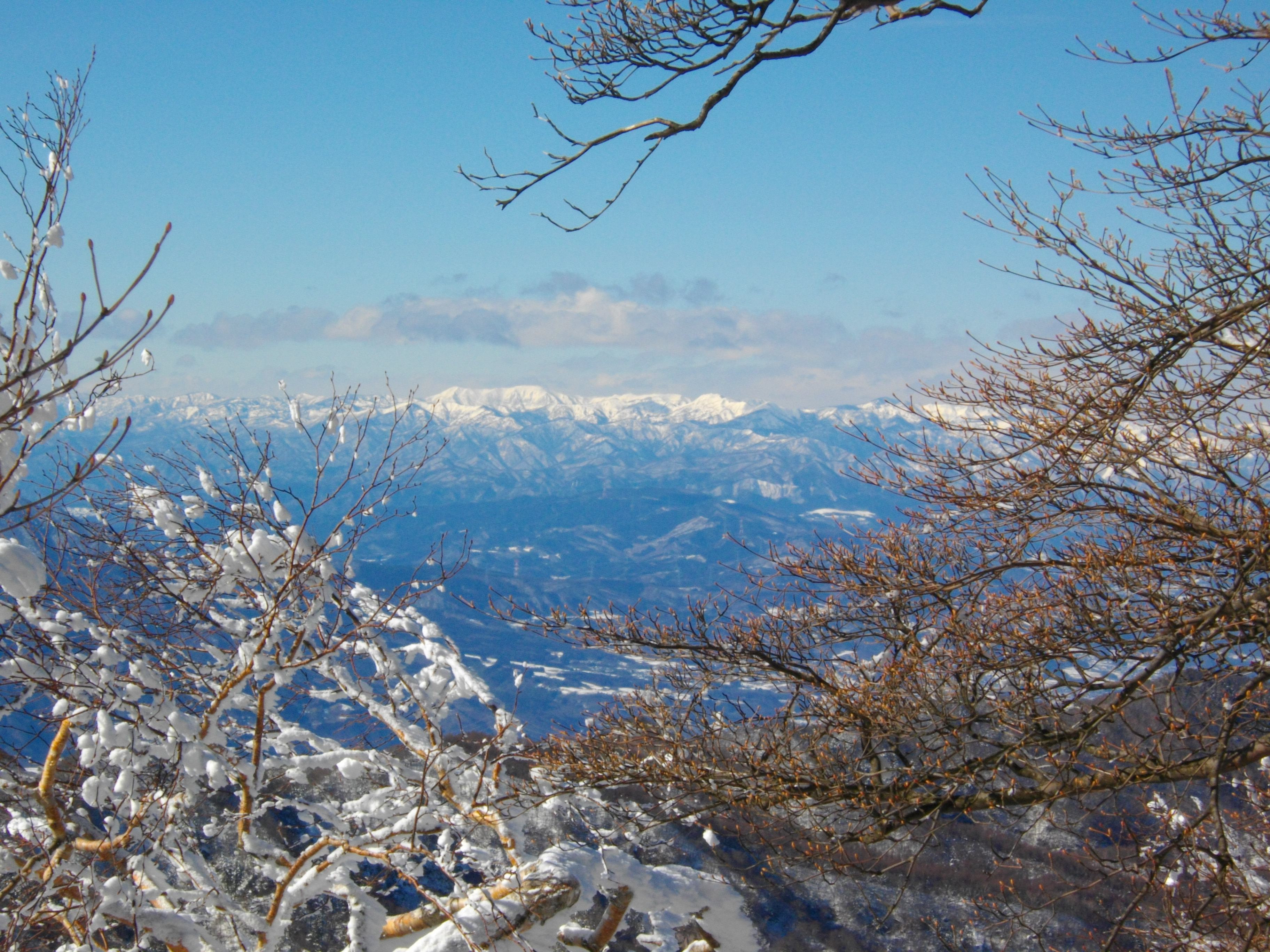
Góry Mikuni

Najwyższym szczytem gór Mikuni jest szczyt Tanigawa (Tanigawa-dake), osiągający wysokość 1 977 m n.p.m.